# Сатакарні
Сатакарні – третій правитель Сатаваханського царства, який володарював над Деканом. Історики визначають період його правління від 70 до 60 року до н. е. або від 187 до 177 року до н. е.